# Понсо
Понсо (італ. Ponso, вен. Ponxo) — муніципалітет в Італії, у регіоні Венето, провінція Падуя.
Понсо розташоване на відстані близько 380 км на північ від Рима, 65 км на південний захід від Венеції, 33 км на південний захід від Падуї.
Населення — 2477 осіб (2014).

## Демографія
Населення за роками:

Станом на 1 січня 2023 року в муніципалітеті офіційно проживав 121 іноземець з 20 країн, серед них 27 громадян країн Євросоюзу та 4 громадяни України.

## Сусідні муніципалітети
- Карчері
- Оспедалетто-Еуганео
- П'яченца-д'Адідже
- Санта-Маргерита-д'Адідже
- Вігіццоло-д'Есте